# Pierre Hébrard
Pierre Hébrard conocido como Hébrard du Fau, fue un magistrado y político francés nacido el 29 de abril de 1750 en Aurillac y murió el 1 de marzo de 1802 en el mismo pueblo.

## Biografía
Elegido diputado a los Estados Generales en 1789, fue presidente del tribunal penal de Aurillac hasta su destitución por Musset, representante del pueblo en misión, el 25 de Brumario Año III (15 de noviembre de 1794).